# Gewerkschaft der Polizei
Gewerkschaft der Polizei (skrót GdP; pol. Związek Zawodowy Policjantów) jest jednym z trzech związków zawodowych w Niemczech, które zrzeszają funkcjonariuszy służb policyjnych. Związek ma siedzibę w Berlinie.
GdP jest jednym z ośmiu związków należących do DGB (od 1 kwietnia 1978).
GdP powstał 14 września 1950 w Hamburgu. Przystępować do niego mogą wszystkie osoby zatrudnione w służbach policyjnych (policjanci, celnicy z uprawnieniami policyjnymi, urzędnicy administracji tych służb itp.).

## Przewodniczący GdP
- 1950–1955: Fritz Schulte

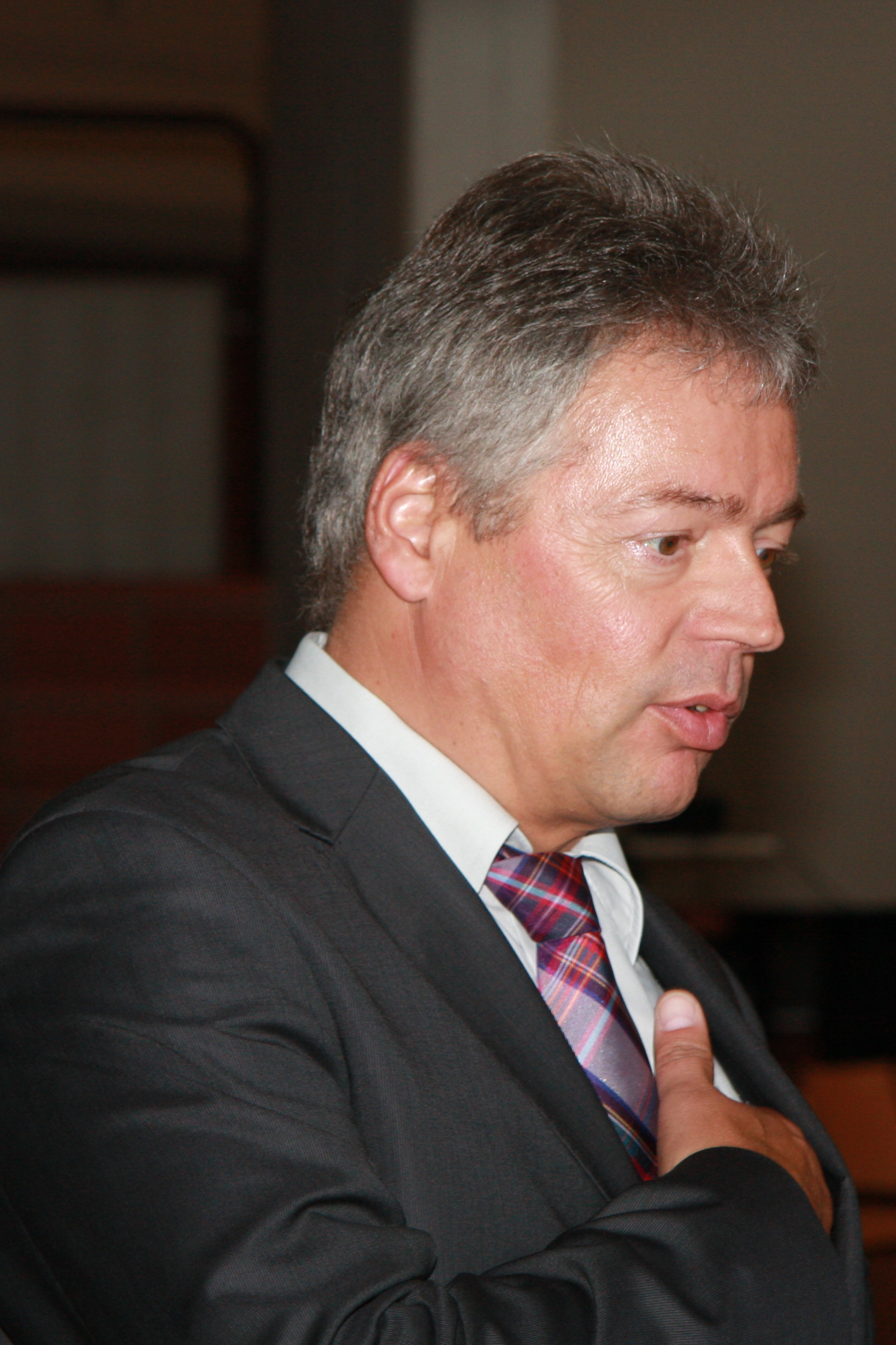
Bernhard Witthaut (2011)

- 1955–1956: Fritz Preuß, zarządca komisaryczny
- 1956–1958: Fritz Kehler
- 1958–1975: Werner Kuhlmann
- 1975–1981: Helmut Schirrmacher
- 1981–1986: Günter Schröder
- 1986–1998: Hermann Lutz
- 1998–2000: Norbert Spinrath
- 2000–2010: Konrad Freiberg, w roku 2000 z początku tylko jako zarządca komisaryczny
- 2010–2013: Bernhard Witthaut
- od 2013:  Oliver Malchow[1]